# 1840年鐵路
此條目列出1840年發生有關鐵路運輸的事件。

## 3月
- 3月9日：威爾明頓－羅利鐵路（英语：Wilmington and Weldon Railroad）通車，是當時世界上最長的鐵路線。

## 5月
- 5月11日：倫敦及西南鐵路（英语：London and South Western Railway）延長至南安普敦。

## 7月
- 7月1日：米德蘭郡鐵路（英语：Midland Counties Railway）通車。

## 8月
- 8月17日：米蘭－蒙扎鐵路（英语：Milan–Monza railway）通車。